# Комбева
Комбева (по названию города в Западной Кении) — техника расщепления каменного сырья для получения отщепов с двумя ударными бугорками (и на «спинке», и на «брюшке»). Показана Ж. Тиксье в книге Préhistoire de la Pierre Taillée.
Первые находки в долине Аваш (Кения) датированы возрастом около 1,1 млн лет, впоследствии «комбева» стали обозначать непосредственно тип таких сколов.